# Ліза Дальквіст
Ліза Дальквіст (швед. Lisa Karolina Viktoria Dahlkvist, нар. 6 лютого 1987) — шведська футболістка, срібна призерка Олімпійських ігор 2016 року.

## Виступи на Олімпіадах
| Олімпіада           | Дисципліна | Місце |
| ------------------- | ---------- | ----- |
| Лондон 2012         | футбол     | 7     |
| Ріо-де-Жанейро 2016 | футбол     | 2     |

## Особисте життя
У 2008 році визнала себе лесбійкою. Виховує доньку.